# Tercera picarda

Tercera picarda, en finalitzar la progressió i-v-i-iv-i-v-I.

Una tercera picarda (del francès tierce picarde) o tercera de Picardía, és un recurs harmònic usat en música clàssica. El terme "picarda" prové de la regió del nord de França, la Picardia, on aquest recurs era utilitzat en la música popular.
Es refereix a l'ús d'un acord major de tònica al final d'una secció musical que està en una tonalitat menor. És una manera diferent de resoldre una cadència. S'aconsegueix augmentant en un semitò la tercera de la tríada menor, que és l'habitual, i apareix un acord major. Per exemple, en una cadència final, en lloc d'un acord en la menor que conté les notes la-do-mi, apareix un acord en la major amb les notes la-do♯-mi. És a dir, en lloc d'un interval de tercera menor entre el la i el do (acord menor) hi ha una tercera major i és l'acord de la tercera picarda.
La tercera picarda no necessàriament ha de fer-se servir al final d'una secció: pot trobar-se en qualsevol cadència perfecta o plagal on la tonalitat que predomina és menor.
La tercera picarda inversa és quan l'esperat acord major es converteix en menor. Gairebé mai s'usa al final d'una obra. Un exemple d'aquesta raresa pot observar-se en la Peça Característica en re Op. 7 núm. 7 de Mendelssohn. Un efecte similar, sovint usat, es crea amb una cadència trencada en el relatiu menor (per exemple, en do major, seria reemplaçar l'esperat acord de tònica amb el de la menor).